# Talang 2018
Talang 2018 var den åttonde säsongen av Talang i Sverige. Säsongen sändes i TV4 och hade premiär den 12 januari 2018. Ny medlem i juryn för denna säsong var Bianca Wahlgren Ingrosso som ersatte Kakan Hermansson.
Vinnaren av Talang 2018 blev den 15-åriga operasångerskan Madeleine Hilleard.